# Jakob Alt
Jakob Alt (Francoforte sul Meno, 1789 – Vienna, 1872) è stato un pittore tedesco.

## Biografia
Abilissimo vedutista, si interessò a panorami di Danubio, Alpi, Venezia e Roma, talvolta utilizzando la litografia.

## Galleria d'immagini

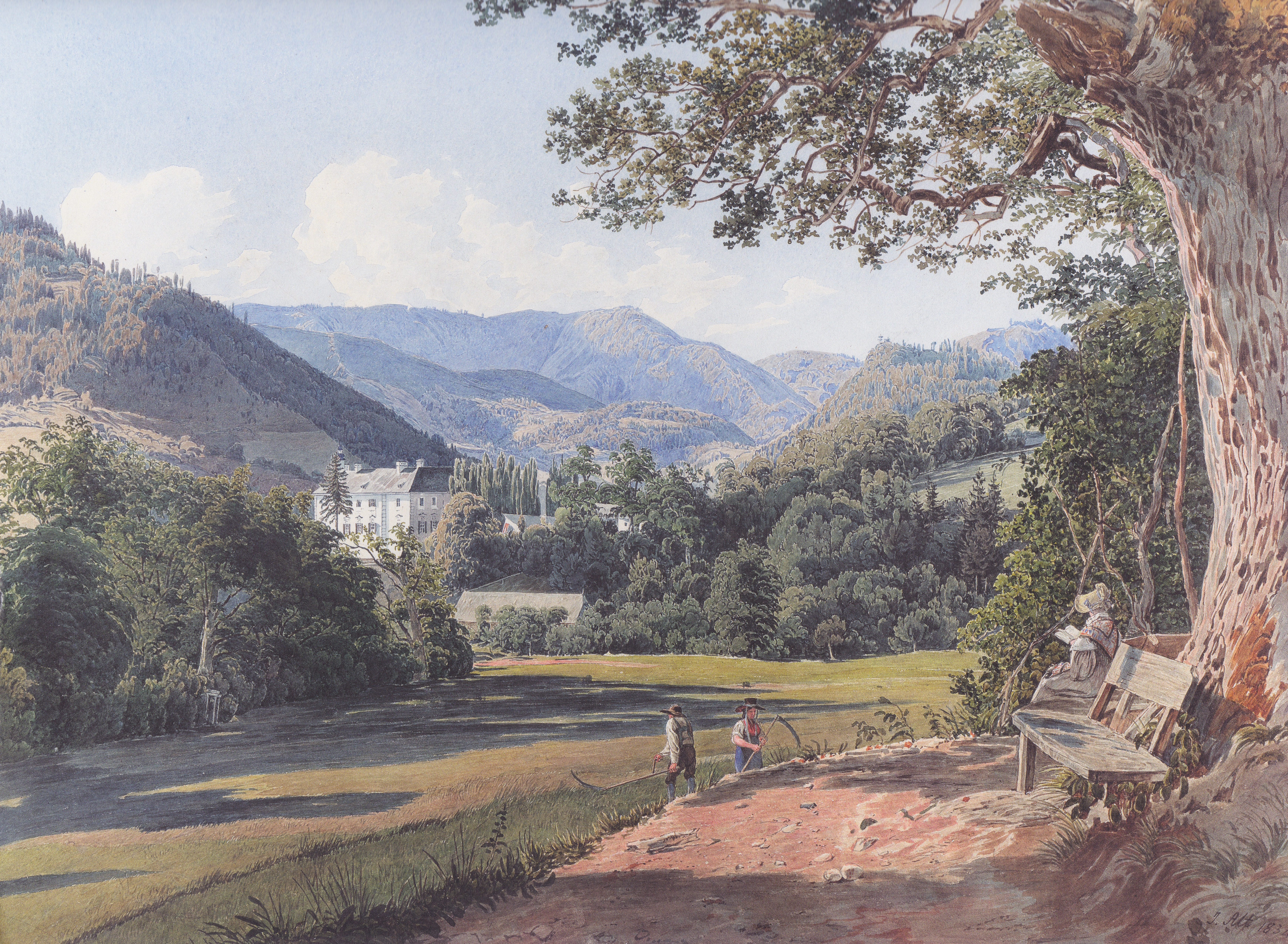
Castello di Stiebar, Austria, 1834
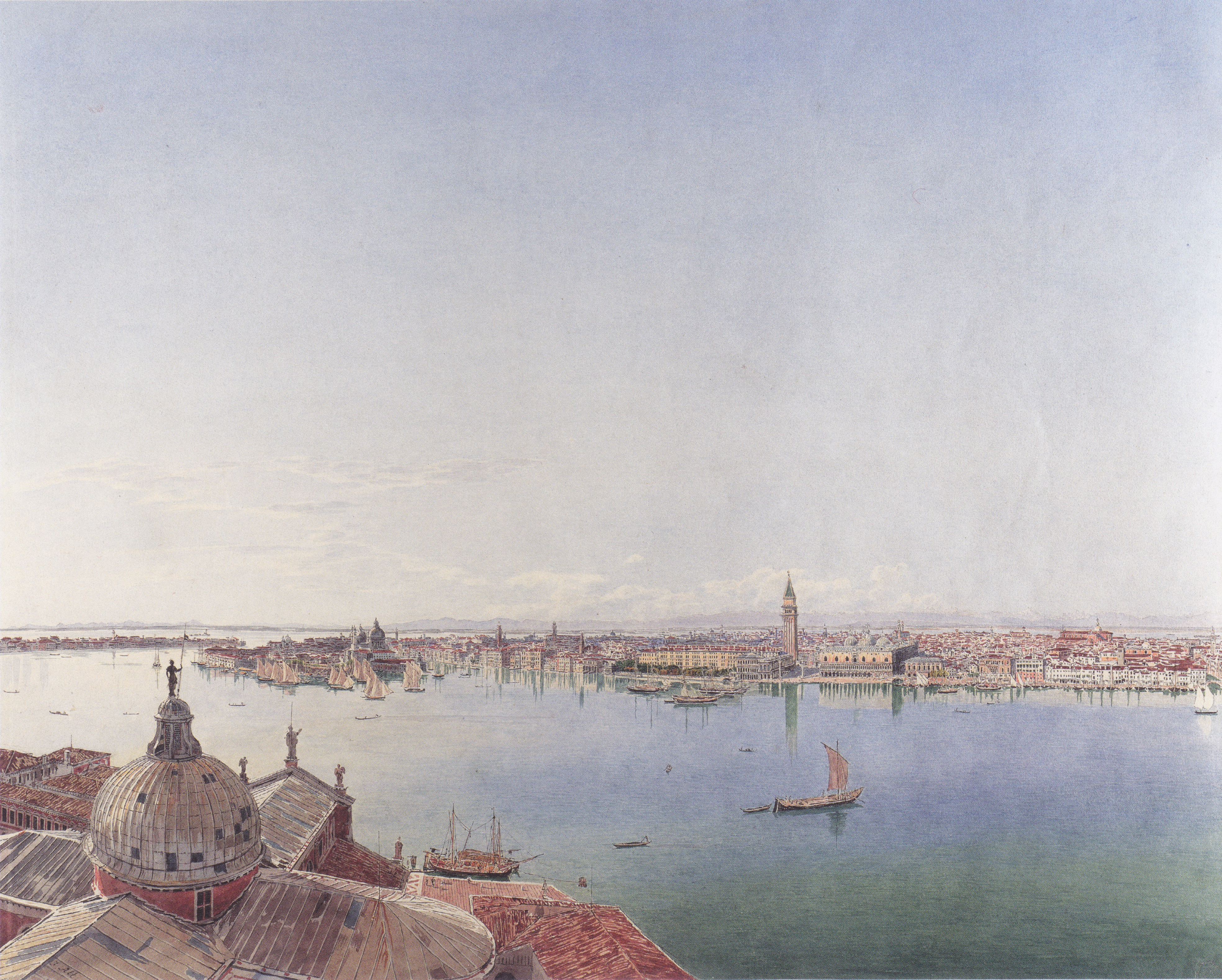
Venezia, 1835
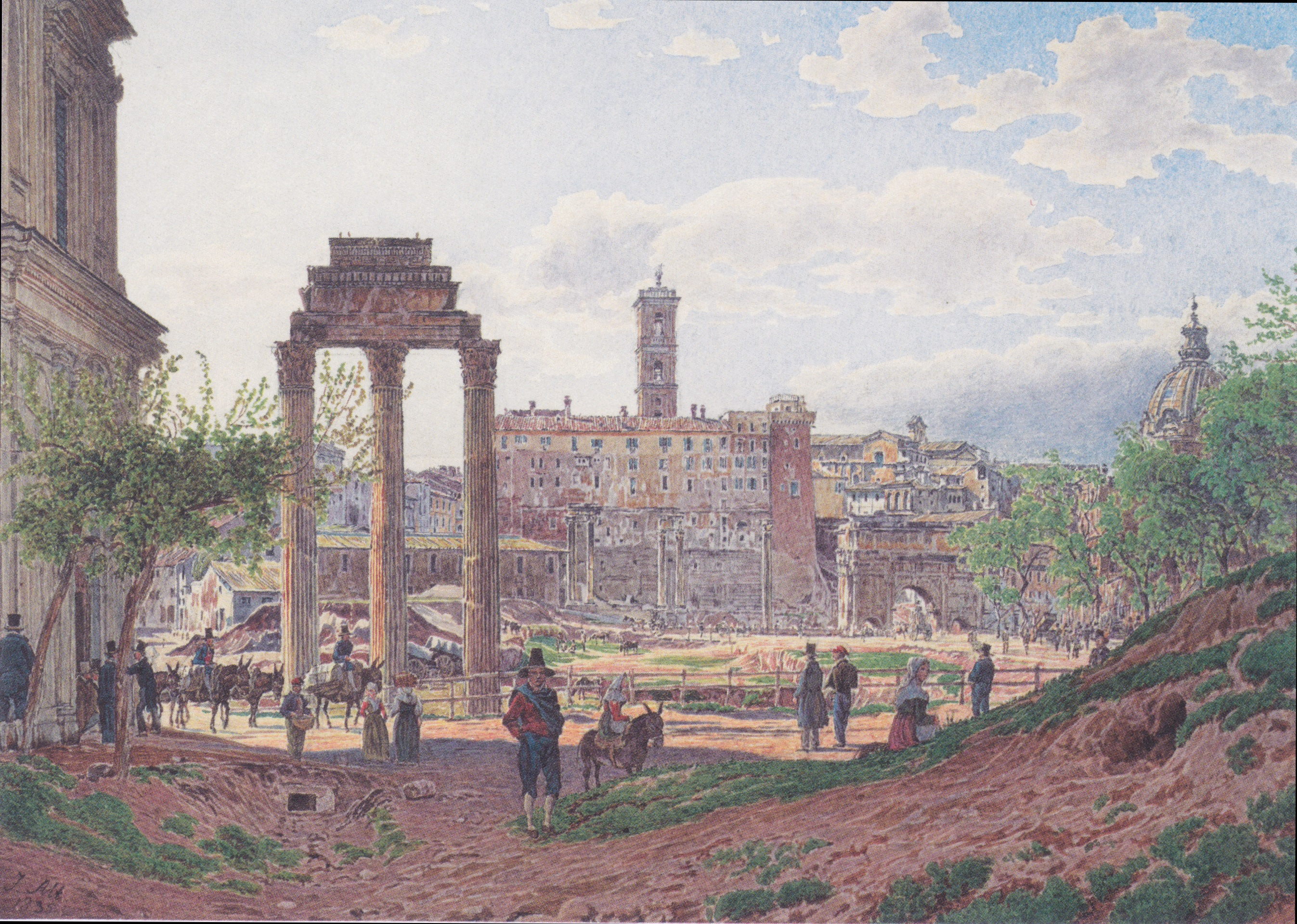
Foro Romano, 1835
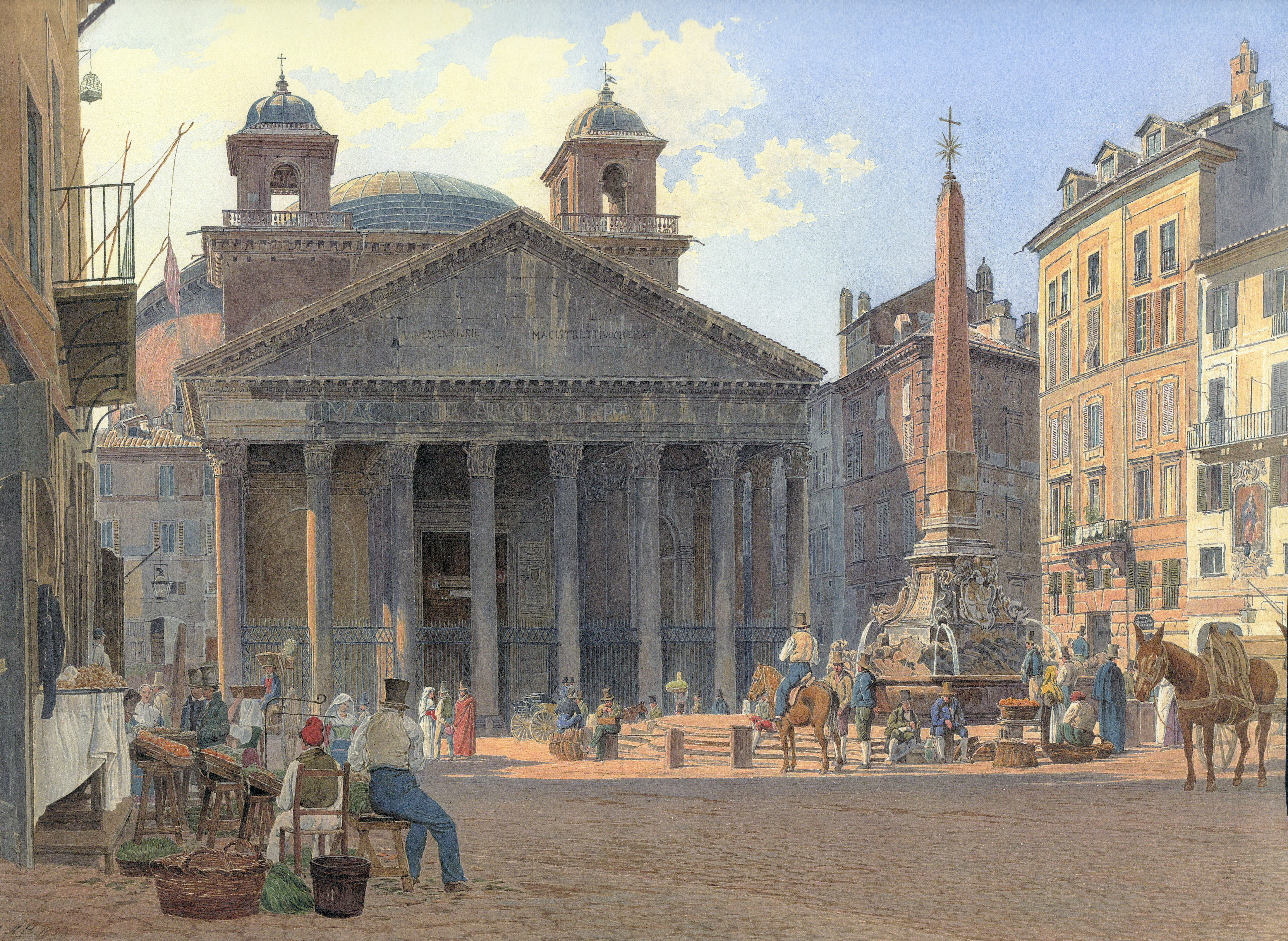
Pantheon (Roma), 1836
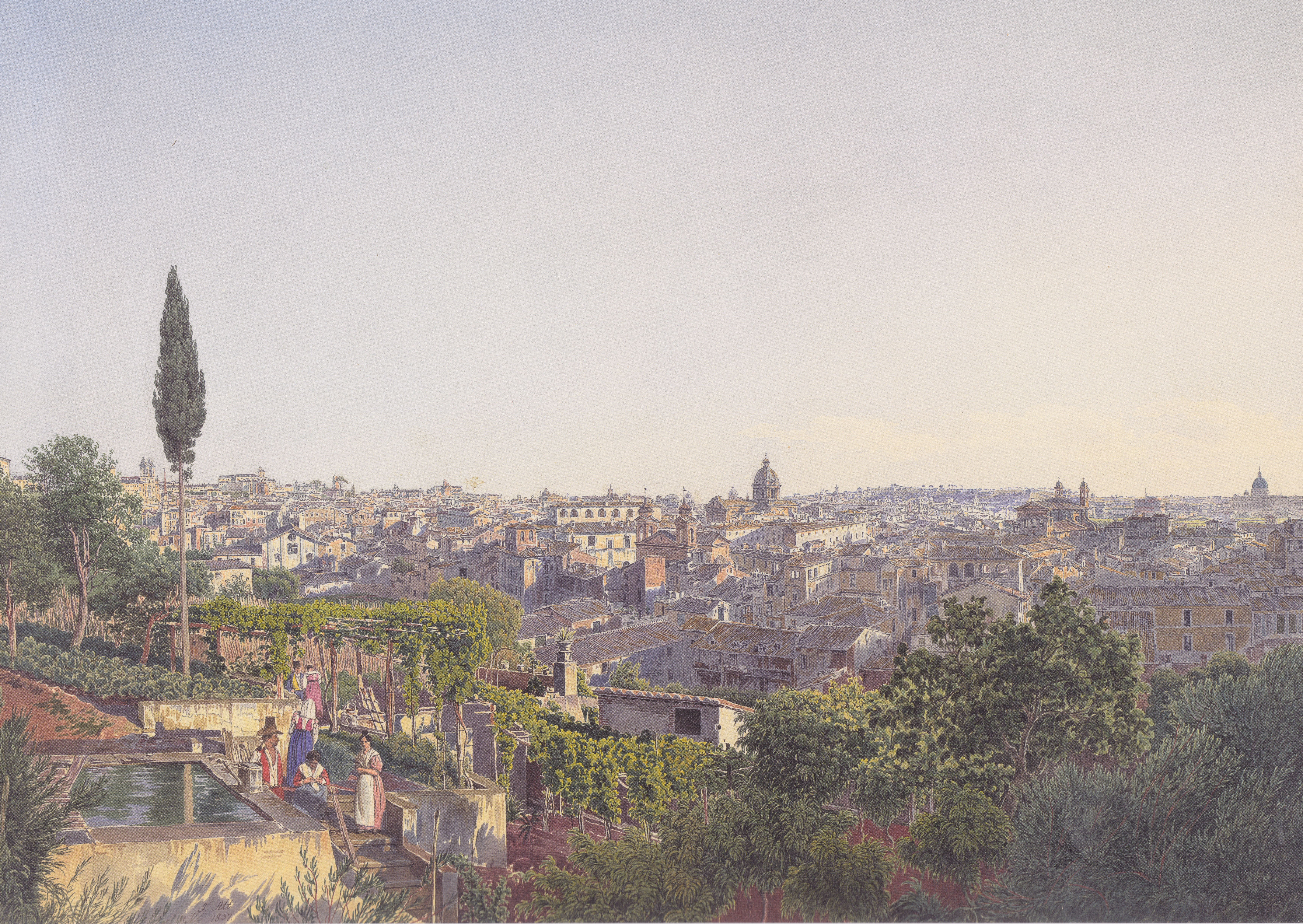
Panorama di Roma, 1837 acquerello ora alla Albertina di Vienna
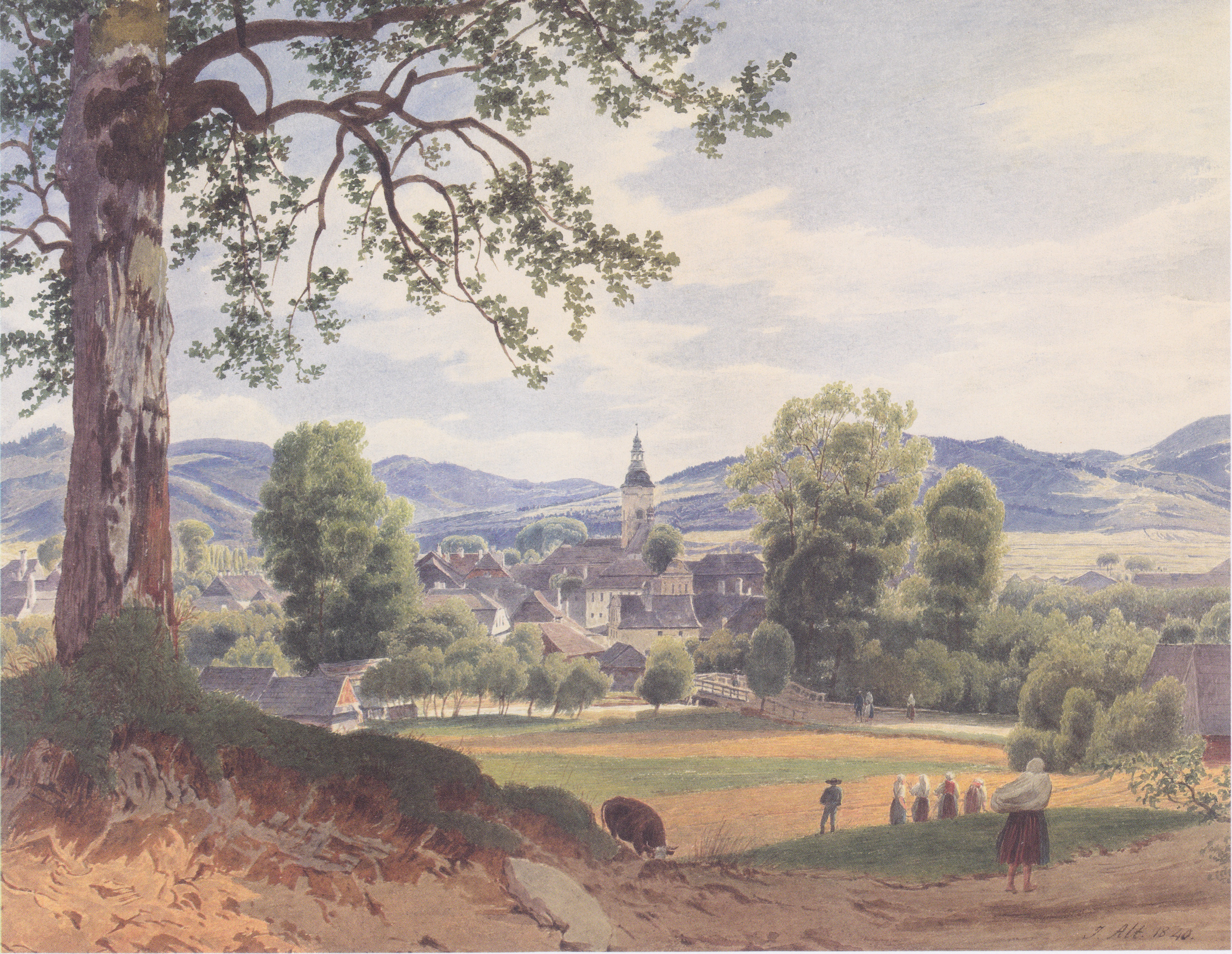
Jablunkov, 1840
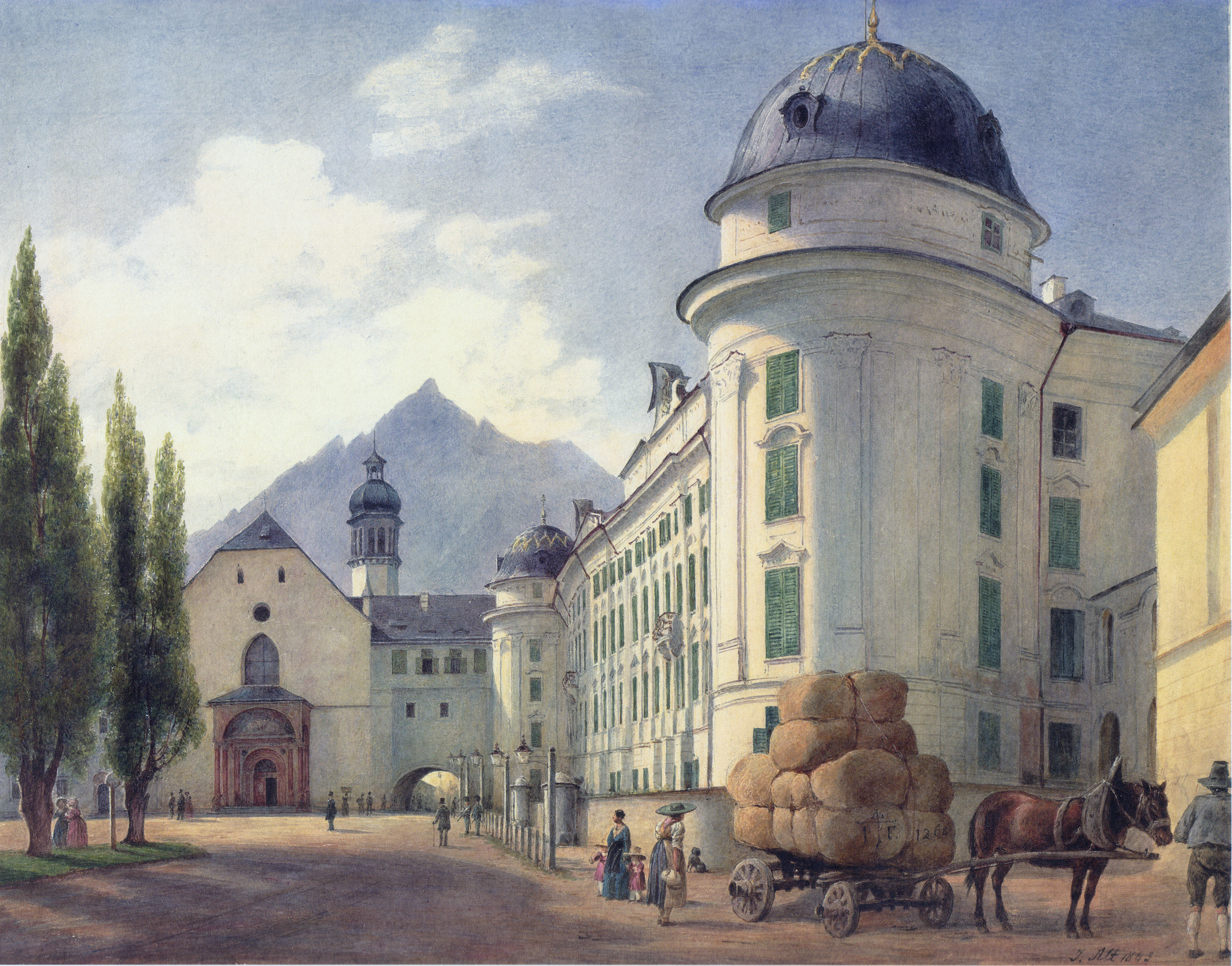
Innsbruck, 1845